# Rostěch aréna
Rostěch aréna (rusky Ростех Арена) je fotbalový stadion v Kaliningradu, hlavním městě Kaliningradské oblasti. Stadion pro 35 000 diváků byl postaven mezi lety 2015 a 2018 pro účely Mistrovství světa ve fotbale 2018, v rámci kterého se na stadionu odehrálo několik zápasů. Stojí na Okťabrském ostrově, na nábřeží ramene řeky Pregoly (Старая Преголя).
Stadion nesl jméno Kaliningrad (Калинингра́д), od 6. srpna 2023 nese sponzorský název Rostěch aréna podle ruské státní zbrojařské korporace.
Domácí zápasy zde hraje fotbalový klub FK Baltika Kaliningrad.